# ماركوس بيكر (راكب الكنو)
ماركوس بيكر (بالألمانية: Marcus Becker)‏ هو راكب الكنو ألماني، ولد في 11 سبتمبر 1981 في مرسيبورغ في ألمانيا.

## وصلات خارجية
- ماركوس بيكر على موقع أوليمبيديا (الإنجليزية)